# Eurobank Ergasias
De Eurobank Ergasias (voorheen Eurobank EFG of EFG Eurobank Ergasias) is de drie na grootste bank in Griekenland.
Hellenic Postbank werd door de Eurobank Ergasias overgenomen in juli 2013.

Eerder in 2011 zou Eurobank met de Alpha Bank fuseren, maar dat is niet doorgegaan.